# Tia Maria
La Tia Maria è un liquore prodotto in Giamaica. Questo prodotto è composto da rum al caffè e da una selezione di vari tipi di spezie la cui selezione è tenuta segreta. Questo tipo di liquore può essere usato come ottimo digestivo oppure in numerosi cocktail come:
- Corcovado;
- Old Coffee;
- Summer Fun;
- English Coffee;
- Screaming Orgasm.